# Đoàn Tân
Đoàn Tân (tiếng Trung: 段津, Bính âm: Duàn Jīn) (1953-). Ông hiện là Tổng Lãnh sự Trung Quốc tại Sydney.

## Tiểu sử
Ông tốt nghiệp Đại học Ngoại ngữ Bắc Kinh chuyên ngành tiếng Anh.
- 1991-1995, quyền Đại sứ đặc mệnh toàn quyền tại Anh Quốc;
- 1995-1997, Phó Giám đốc Ủy ban Thông tin Quốc gia;
- 1997-2001, được bổ nhiệm làm Ủy viên của Ủy ban Bộ Ngoại giao tại Hồng Kông;
- 2001-2004, Đại sứ, Đại biểu của Hội nghị Hiệp thương Chính trị Nhân dân Trung Quốc; Phó giám đốc Học viện Ngoại giao Trung Quốc.
- 1990-1993, ông đóng vai trò như là một phát ngôn viên của Bộ Ngoại giao.
- Ông đã kết hôn và đã có một con trai và một con gái.